# بوب لافي
بوب لافي (بالإنجليزية: Bob Levy)‏ هو سياسي أمريكي، ولد في 16 مايو 1947 في اتلانتيك سيتي في الولايات المتحدة. حزبياً، نشط في الحزب الديمقراطي. وقد انتخب عمدة اتلانتيك سيتي، نيوجيرسي.